# 黎丘之战
黎丘之战，东汉建武三年（27年）七月至建武五年（29年）六月，劉秀平定關東之戰时，征南大将軍岑彭在黎丘（今湖北省宜城市西北）击灭秦丰的战役。
东汉建武三年（27年），刘秀消灭刘永主力后，又先后击灭邓奉、董訢。命岑彭带领傅俊、臧宫、刘宏三将率军共三万余人南击南郡（郡治江陵县，今湖北省荆州市）自号楚黎王的秦丰。岑彭军攻下黄邮（今河南省新野县东）。六月，秦丰在邓县抵拒岑彭，双方相持数月。岑彭乘夜集结部队，声称天明西击山都（今湖北省襄阳市西北），放其俘回营告知秦丰。秦丰信以为真，调全军向西，企图拦截岑彭军。岑彭揮军渡过汉水，进抵阿头山（今湖北省襄阳市西），攻破秦丰部将张扬的防线，沿山谷路直插秦丰都城黎丘，攻夺外围。秦丰回救，夜袭岑彭，失败，岑彭将他围困在黎丘。建武四年（28年）十月，田戎援救秦丰，被岑彭击退回夷陵（今湖北省宜昌市东南）。十二月，光武帝刘秀亲至黎丘。时岑彭攻秦丰三年，士卒伤亡很多。秦丰损兵九万余人，粮草将尽，率一千余人坚守。光武帝招降秦丰，秦丰不降，于是令岑彭、傅俊南击田戎，朱祐围攻黎丘。建武五年（29年）六月，朱祐急攻黎丘，秦丰出降，至洛阳被斩。